# Jętkowate
Jętkowate, jętki  jednodniówkowate (Ephemeridae) – rodzina owadów uskrzydlonych z rzędu jętek (Ephemeroptera). Występują na całym świecie, poza krainą australijską. W Polsce odnotowano 3 gatunki.
Do Ephemeridae zaliczono następujące rodzaje:
- Ephemera (Linnaeus, 1758)
- Hexagenia (Walsh, 1863)
- Litobrancha (McCafferty, 1971)

Rodzajem typowym rodziny jest Ephemera.